# Kékes
Kékes (slovensky Modravá) je s výškou 1014 m n. m. nejvyšším vrcholem Maďarska. Leží v pohoří Mátra na severu Maďarska v župě Heves. Kopec je oblíbenou turistickou atrakcí. Na vrcholu kopce stojí televizní věž postavená v roce 1960 a na severních a západních svazích se rozprostírá lyžařské středisko. Kékes je jediným vrcholem v Maďarsku, jehož vrchol přesahuje nadmořskou výšku 1000 m n. m.
Kékes i pohoří Mátra je velmi dobře viditelné ze sousední Panonské nížiny. Převýšení relativně nízkého pohoří činí vůči okolní nížině asi 900 m, prominence vrcholu je 774 m.
Maďarský název Kékes lze do češtiny přeložit jako „Modravá hora“ nebo „hora, která má často modravé zbarvení“.

## Přístup
Vrchol je snadno dostupný pro turisty. Z horské vesnice Mátraháza vede silnice až na vrchol, kde je placené parkoviště. Pro pěší turisty je k dispozici řada značených cest, nejjednodušší je vyrazit z Mátraházy po zmíněné silnici, kterou kopíruje modrá značka. Ta se po 400 m odpojuje od silnice a pokračuje po lesní pěšině, která se po dalších 300 m napojí na lyžařskou sjezdovku, po níž vede nejkratší cesta na vrchol. Celkem měří výstup 2,5 km s převýšením 300 m.
Z vrcholu jsou omezené výhledy – pouze směrem na sever a částečně na západ, na okolní kopce pohoří Mátra. Při jasném počasí jsou vidět i obrysy Tater.

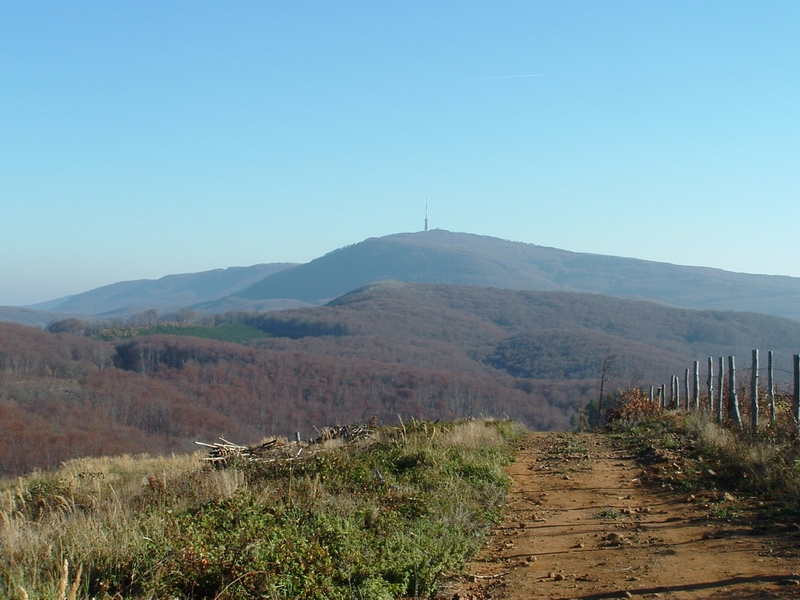
Celkový pohled na Kékes

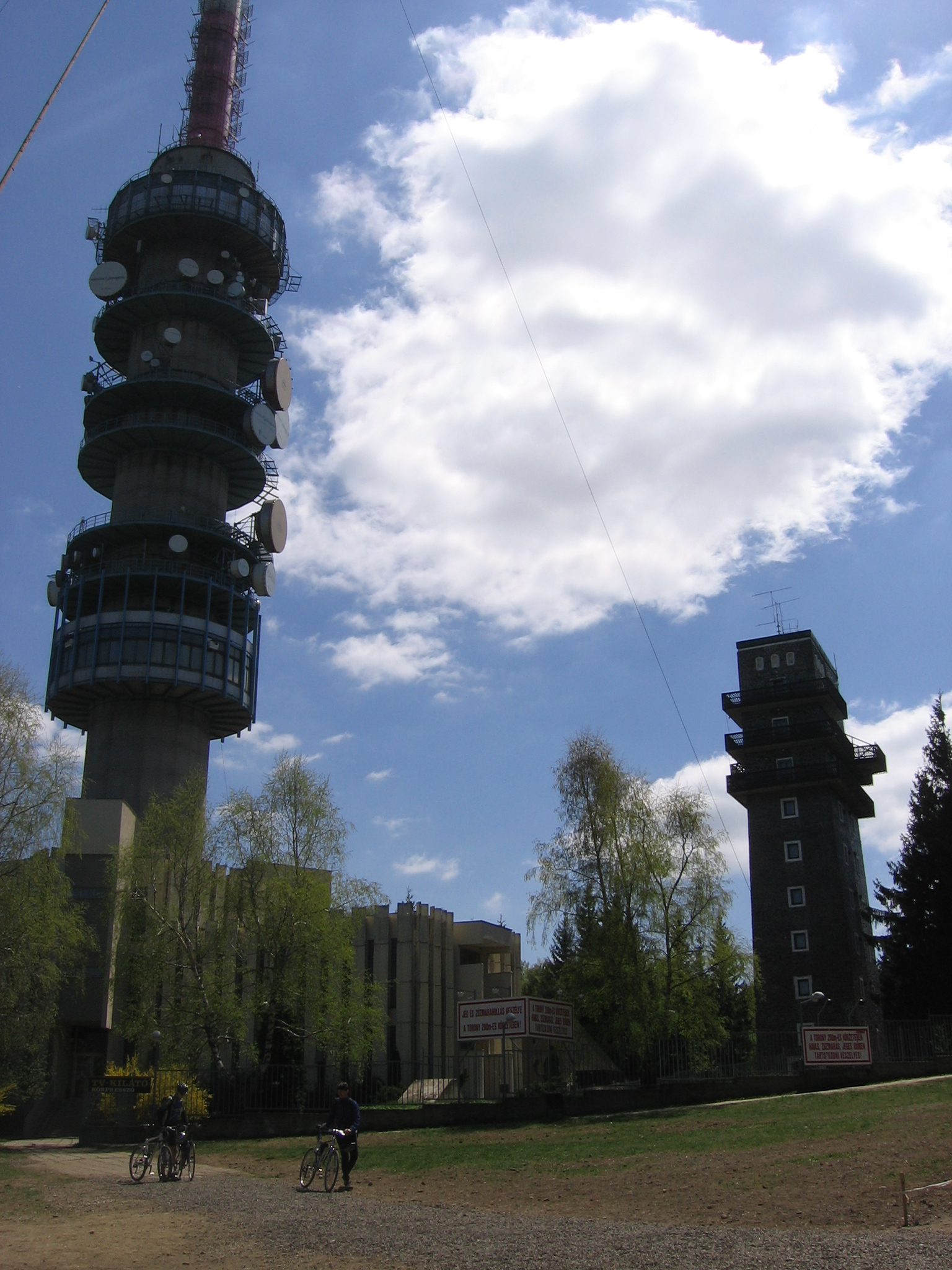
Věž a rozhledna

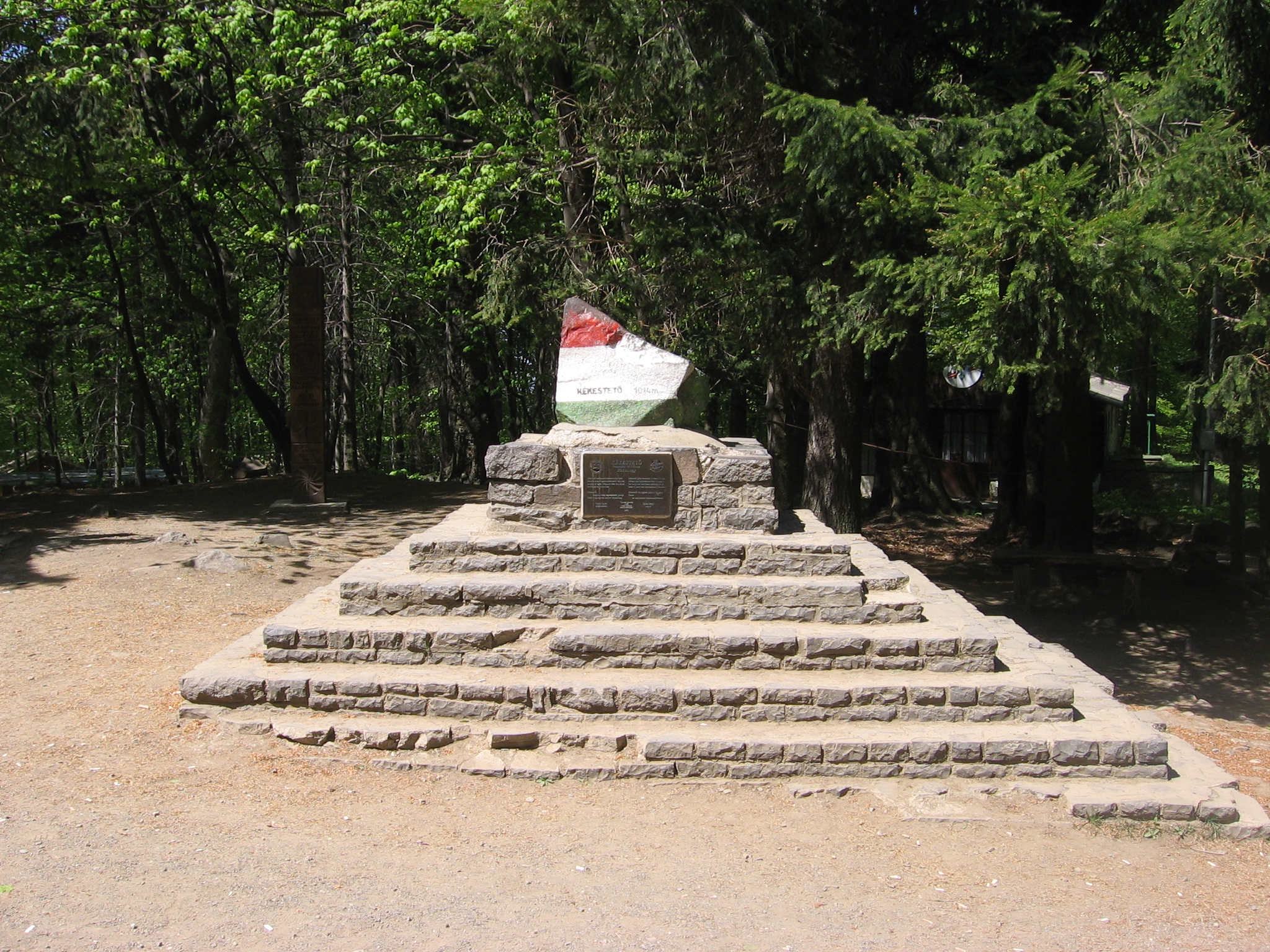
Vrchol Kékestető (1014 m)

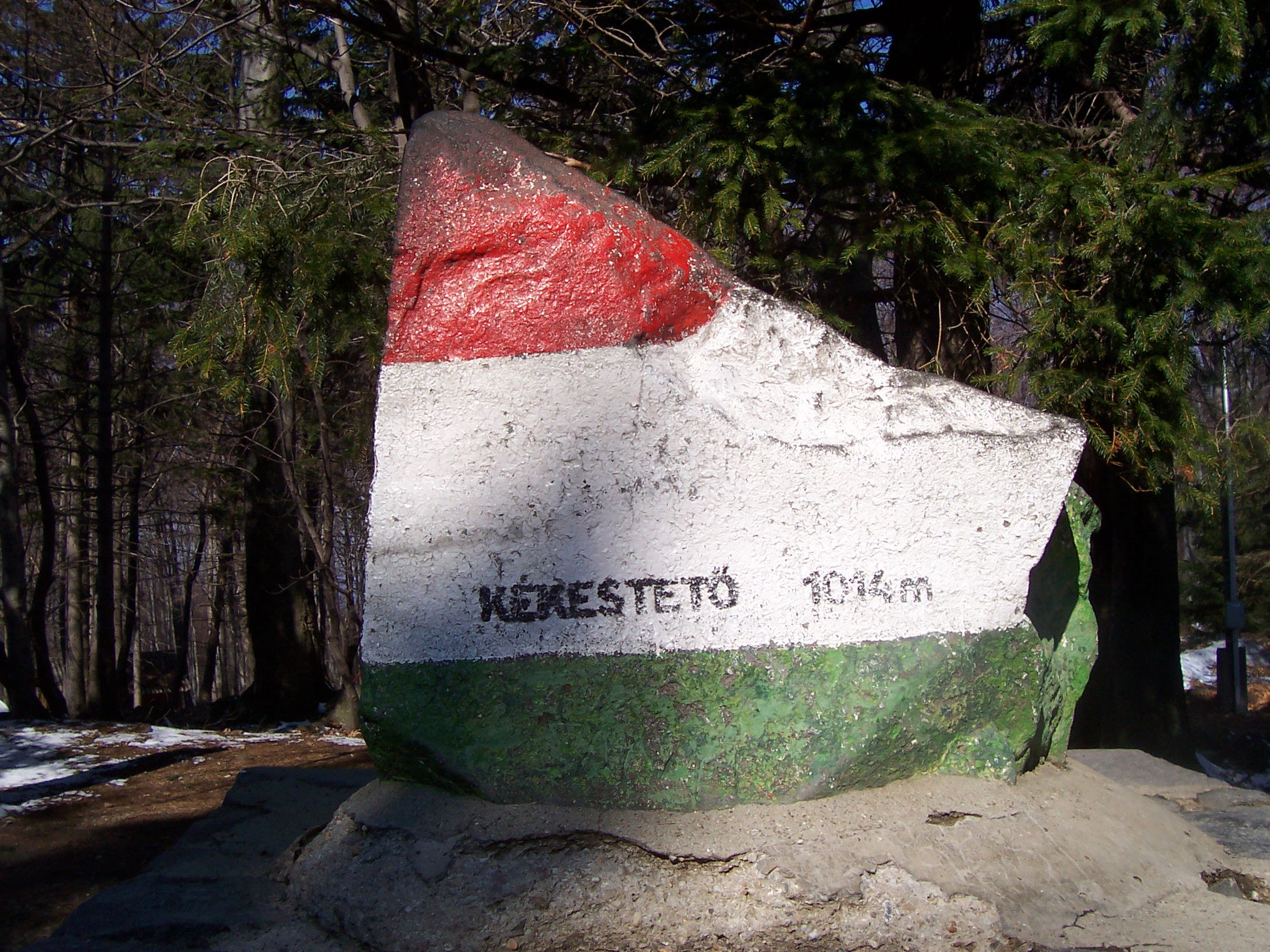
Kékestető, vrcholový kámen